# Blue Tomato
Blue Tomato BV was een Nederlandse breifabriek in Roosendaal. Tevens is Blue Tomato de roepnaam van een arrest van de Nederlandse Hoge Raad (HR 30 november 2007, NJ 2008/91) dat betrekking heeft op bestuurdersaansprakelijkheid.
In februari 1998 ging de fabriek in vlammen op. Alle omzetgenererende activiteiten van de vennootschap vielen daarmee weg. Tot overmaat van ramp wilde de brandverzekering niet uitkeren: in de polisvoorwaarden was een inbraakalarm voorgeschreven, dat echter in de fabriek ontbrak. De advocaat van Blue Tomato adviseerde om in de dekkingsweigering te berusten.

## Bestuurdersaansprakelijkheid bij faillissement
Een jaar na de brand werd Blue Tomato failliet verklaard. De enige bestuurder en (indirect) enig aandeelhouder werd door de curator aangesproken uit hoofde van bestuurdersaansprakelijkheid. De curator deed een beroep op artikel 2:248 lid 2 BW, omdat de jaarrekeningen van de vennootschap niet tijdig waren gedeponeerd.

Indien het bestuur niet heeft voldaan aan zijn verplichtingen uit hoofde van artikel 10 of artikel 394 heeft het zijn taak onbehoorlijk vervuld en wordt vermoed dat onbehoorlijke taakvervulling een belangrijke oorzaak is van het faillissement. [BW 2:248 lid 2 eerste volzin]

Rechtbank en hof waren van mening, dat met het schenden van de publicatieplicht (art. 2:394 BW) –overeenkomstig het systeem van artikel 2:248 lid 2 BW– onbehoorlijk bestuur ook voor het overige onweerlegbaar vaststond, en werd vermoed een belangrijke oorzaak van het faillissement te zijn geweest.
De Hoge Raad heeft hiertegenover gesteld dat het de bestuurder is toegestaan om het rechtsvermoeden van artikel 2:248 lid 2 BW te weerleggen. Alsdan is het de taak van de curator om aannemelijk te maken dat nochtans de kennelijk onbehoorlijke taakvervulling mede een belangrijke oorzaak van het faillissement is geweest.

## Vervolg
De Hoge Raad heeft de zaak terugverwezen naar het gerechtshof. Tegenover het rechtsvermoeden van artikel 2:248 lid 2 BW heeft de bestuurder gesteld, dat het bedrijf vóór de brand financieel gezond was, en dat het faillissement is veroorzaakt door de brand en het uitblijven van de verzekeringspenningen, dus niet door onbehoorlijk bestuur. Het hof heeft feitelijk vastgesteld, dat de stellingen van de bestuurder door de curator onvoldoende zijn betwist. Derhalve is de claim van de curator uiteindelijk niet gehonoreerd.